# Disporotrichum dimorphosporum
Disporotrichum dimorphosporum är en svampart som först beskrevs av Arx, och fick sitt nu gällande namn av Stalpers 1984. Disporotrichum dimorphosporum ingår i släktet Disporotrichum, ordningen Agaricales, klassen Agaricomycetes, divisionen basidiesvampar och riket svampar.   Inga underarter finns listade i Catalogue of Life.